# 梅尔文·莱尔德
小梅尔文·R·莱尔德（英語：Melvin Robert Laird Jr.，1922年9月1日—2016年11月16日）是美國的一位政治家，共和黨人，1953至1969年擔任美国众议院的威斯康辛州第七國會選區议员，1969至1973年担任美国国防部长，1973至1974年担任白宮國內事務顧問。